# Keita Machida
Machida Keita (町田 啓太?, Machida Keita; Higashiagatsuma, 4 luglio 1990) è un attore giapponese.
È un membro della compagnia teatrale Gekidan Exile.
È rappresentato da LDH.

## Biografia
Machida Keita è nato il 4 luglio 1990 a Higashiagatsuma, in Giappone. Ha una sorella maggiore e una minore. Ha imparato il kendō durante la scuola elementare. Dopo essersi diplomato alla scuola media, Machida si è unito alla Japan Aviation High School di Ishikawa perché sin dalla sua infanzia aveva sviluppato un amore per gli aeroplani e aspirava a diventare un pilota. Ha iniziato a ballare quando era al liceo ed è diventato il leader del suo gruppo di ballo. Nella sua giovinezza Machida ha anche frequentato l'EXPG Tokyo, una scuola di talenti gestita da LDH.
Machida si è unito al Gekidan EXILE il 25 gennaio 2011, dopo aver superato con successo il Dai 3kai Gekidan EXILE Audition . Nel luglio 2011 è stato annunciato come candidato membro dei Generations from Exile Tribe e ha lasciato il gruppo teatrale. Nel settembre dello stesso anno si è infortunato al polpaccio destro.
Il 14 febbraio 2012, con un comunicato ufficiale è stato riferito che aveva abbandonato il ruolo di candidato membro dei Generations ed era tornato a far parte del Gekidan EXILE per concentrarsi sulla carriera da attore.
Il 20 novembre 2019, Machida ha pubblicato il suo primo fotolibro intitolato BASIC.
Il 31 marzo 2021 ha partecipato come tedoforo alla Torcia Olimpica di Tokyo 2020, rappresentando la prefettura di Gunma. Nello stesso anno è stato scelto come ambasciatore per la mostra speciale per celebrare i 260 anni dalla nascita del famoso artista giapponese Hokusai.

## Filmografia

### Film
- Double Sky! (2012)
- The Tang of Lemon (Tatoeba Lemon), regia di Ikki Katashima (2012)
- Diamond, regia di Toshiyuki Honma (2013)
- Senpai, Kiss Shiteī desu ka (2014)
- Sukimasuki, regia di Kota Yoshida (2015)[10]
- Ghost Theatre, regia di Hideo Nakata (2015)[11]
- Road to High & Low, regia di Sigeaki Kubo (2016)
- High&Low The Movie, regia di Sigeaki Kubo (2016)
- High&Low The Red Rain, regia di Sigeaki Kubo (2016)
- High&Low The Movie 2 / End of Sky, regia di Sigeaki Kubo (2017)
- High&Low The Movie 3 / Final Mission, regia di Sigeaki Kubo (2017)
- Matchmaking Cruise (Koinowa: Konkatsu Cruising), regia di Shūsuke Kaneko (2017)[12]
- Cinema Fighters - "Terminal place", regia di Shiro Tokiwa (2018)
- Over Drive, regia di Eiichiro Hasumi (2018)
- jam, regia di SABU (2018)[13][14]
- Nikaidō-ke Monogatari, regia di Ida Panahandeh (2019)
- L-DK: Two Loves, Under One Roof, regia di Yasuhiro Kawamura (2019)
- Prince of Legend, regia di Hayato Kawai, Kentaro Moriya (2019)
- Project Dream: How to Build Mazinger Z's Hangar, regia di Tsutomu Hanabusa (2020)[15]
- Your Eyes Tell (Kimi no Me ga Toikakete iru), regia di Takahiro Miki (2020)[16]
- Cherry Magic! The movie, regia di Hiroki Kazama (2022)[17]
- Life is a miracle (Taiyo to bolero), regia di Yutaka Mizutani[18]

### Televisione
- Rokudenashi Blues – serie TV, (2011)
- Great Teacher Onizuka – serie TV, (2012)
- Sugarless – serie TV, (2012)
- Kimitoboku a no Yakusoku – serie TV, (2012)
- Monsieur! – serie TV, (2013)
- Kamen Teacher – serie TV, (2013)
- Senryokugai Sousakan – serie TV, (2014)
- Hanako to Anne – serie TV, (2014)[19]
- Petero no Sōretsu – serie TV, (2014)
- Honto ni Atta Kowai Hanashi: 15th Anniversary Special – serie TV, (2014)
- Renai wa Hitsuzendearu: Drama de Wakaru! Shin Kankaku Renai Hōsoku – serie TV, (2014)
- Ryuusei Wagon – serie TV, (2015)
- Tenshi no Knife – serie TV, (2015)[20]
- Bijo to Danshi – serie TV, (2015)[21][22]
- High＆Low: The Story of S.W.O.R.D. – serie TV, (2015)[23]
- Gattan Gattan: Soredemo Go – serie TV, (2015)[24][25]
- Otakara! Backyard Hunter! ! – serie TV, (2015)
- Sumika Sumire – serie TV, (2016)[26][27][28]
- High＆Low Season 2 – serie TV, (2016)
- Hakkutsu! Otakara Galleria – serie TV, (2016)
- Emotion Line 8 (Kanjou 8-go Sen) – serie TV, (2017)
- Love or Not – serie TV, (2017)[29][30]
- Hito wa Mita Me ga 100%, – serie TV (2017)[31][32]
- Teinen Joshi – serie TV, (2017)
- Last Chance – serie TV, (2018)
- Life As a Girl (Joshi-teki Seikatsu) – serie TV, (2018)
- Segodon – serie TV, (2018)[33][34]
- Prince of Legend – serie TV, (2018)[35]
- Meet Me After School (Chugakusei Nikki) – serie TV, (2018)[36]
- Love or Not 2 – serie TV, (2018)
- Nusumareta Kao – serie TV, (2019)
- Princess Michiko story of unknown love and suffering – serie TV, (2019)
- Hotarugusa Nana no Ken – serie TV, (2019)[37]
- Parallel Tokyo – serie TV, (2019)
- Uncontrol Frontier Icon – serie TV, (2019)[38][39]
- Wasteful Days of High School Girls – serie TV, (2020)[40][41]
- Guilty: Kono Koi wa Tsumi desu ka? – serie TV, (2020)[42]
- Alice in Borderland – serie TV, (2020)[43]
- Akiko’s Piano: Hibakushita Piano ga Kanaderu Oto – serie TV, (2020)
- Cherry Magic! Thirty Years of Virginity Can Make You a Wizard?! – serie TV, (2020)[44]
- Nishiogikubo Mitsuboshi Youshudo – serie TV, (2021)[45]
- Seiten wo Tsuke – serie TV, (2021)[46]
- Uso kara hajimaru koi – serie TV, (2021)[47]
- 21 Seiki no fukuzatsu shakai o chō teigi – serie TV, (2021)
- Super Rich – serie TV, (2021)[48]
- Uso kara hajimaru koi - Hulu special – serie TV, (2021)
- JAM -the drama- – serie TV, (2021)[49]
- Boku o shujinkō ni shita manga o kaite kudasai sore o sarani dorama-ka mo shi chaimasu! – serie TV, (2022)[50]
- Teppachi! – serie TV, (2022)[51]
- Ichigeki – serie TV, (2023)[52]
- Fixer – serie TV, (2023)[53]
- Yu Yu Hakusho – serie TV, (2023)

### Radio drama
- Shinjuku no neko (2019)

### Video musicali
- 2011 Fighters di Sandaime J Soul Brothers[54]
- 2016  Do or Die di Doberman Infinity[55]
- 2022 Chikara no Kagiri di GENERATIONS from EXILE Tribe[56]

### Eventi live
- High & Low The Live (2016)

### Doppiaggio
- High & Low g-sword Animation DVD Special Edition: Noboru Harada (2017)

### Teatro
- Rokudenashi Blues, regia di Isamu Kayano (2010)[57]
- Peach Boy's (2012)
- Rōdoku Geki: Hōsō Kinshi (2012)
- Akasaka Dance Dance Dance (2012)
- Attaku No. 1, regia di Masatake Kashida (2012)
- Sadako: Tanjō Hiwa, (2013)[58][59]
- Monsieur! (2013)
- Mayuge Ichizoku no Inbō, regia di Masatake Kashida (2014)
- Aitakute. . . (2016)
- GEKIDAN EXILE "The bell rings for the brave" (Yusha no Tame ni Kane wa Naru), regia di Naru Kawamoto (2020)[60][61]
- Book Act "Geinin Koukan Nikki" (2020)[62]

### Videogiochi
- Prince Of Legend Love Royale: Riichi Yuki (2019)

### Fotolibri
- "HiGH＆LOW THE PHOTOGRAPHY" NOBORU(ノボル)／町田啓太 (2017)
- BASIC (2019)[63]
- BASIC Another Edition (2020)[64]

## Doppiatori italiani
Nelle versioni in italiano nelle opere in cui ha recitato, Keita Machida è stato doppiato da:
- Manuel Meli in Yu Yu Hakusho
- Davide Fumagalli in Alice in Borderland
- Danny Francucci in Your Eyes Tell

## Riconoscimenti
- KKTV K劇大賞 K drama award 2020 – Miglior attore non protagonista per Cherry Magic! Thirty Years of Virginity Can Make You a Wizard?![65]
- 106ª Edizione del The Television Drama Academy Awards 2020- Miglior attore non protagonista per Cherry Magic! Thirty Years of Virginity Can Make You a Wizard?![66]
- 30ª Edizione del TV LIFE Dorama of the year 2020- Miglior attore non protagonista per Cherry Magic! Thirty Years of Virginity Can Make You a Wizard?![67]
- 31ª Edizione del TV LIFE Dorama of the year 2021- Miglior attore non protagonista per SUPER RICH[68]
- GQ JAPAN Men of The Year 2022 – Best breaktrough actor[69]